# Abdallah Laroui
Abdallah Laroui (en arabe : عبد الله العروي), né le 7 novembre 1933 à Azemmour (Maroc), est un universitaire, historien, islamologue et romancier marocain.

## Biographie
Agrégé de langue et civilisation arabe, Abdallah Laroui a enseigné à l'université Mohammed-V de Rabat jusqu'en 2000.
Auteur d'une synthèse de l'histoire du Maghreb, éditée chez Maspero en 1970 et préfacée par Maxime Rodinson en 1982, Laroui se fait connaitre avec son livre L'Idéologie arabe contemporaine puis Islam et Modernité (1987). Dans son premier ouvrage, il analyse les ressorts sur lesquels la « conscience arabe contemporaine » se fonde pour tenter une opposition face à ce qu'on considère comme son « éternel autre », « l'Occident ». L'analyse de Laroui fait date et consacre l'historien en tant que critique de la « conscience arabe contemporaine » ; contemporain des débats lancés par Edward Said sur l'Orientalisme, il était également critique de la notion d'« Occident » (et de son symétrique, l'Orient - ou l'islam, ou l'arabité) comme forme essentielle, atemporelle et immuable. Selon lui, la croyance en un tel Occident mythifié conduisait au sophisme opposant l'Orient - ou/et l'islam - au libéralisme .
Il est aussi l’auteur de plusieurs essais, de romans et de témoignages qui l’ont rendu célèbre dans le monde arabe, en Europe et aux États-Unis.
En 2000, il est lauréat du Premi Internacional Catalunya en Espagne. En 2017, il est désigné personnalité culturelle arabe de l’année à Abou Dabi. Le secrétariat général du Prix Cheikh Zayed a souligné que le penseur et écrivain marocain a été choisi pour son rôle intellectuel et culturel et son influence dans la pensée arabe contemporaine.

## Décorations et distinctions
- Membre de l'Académie du royaume du Maroc[6].

## Publications
- L'Idéologie arabe contemporaine : Essai critique, éd. Maspero, Paris, 1967 ; réed. La Découverte, Paris, 1982[7]
- L'histoire du Maghreb : un essai de synthèse, 2 vols, éd. Maspero, Paris, 1970 ; réed. éd. Maspero, Paris, 1982[8]
- Les origines sociales et culturelles du nationalisme marocain (1830-1912), éd. La Découverte, Paris, 1977
- La crise des intellectuels arabes : traditionalisme ou historicisme ?, éd. La Découverte, Paris, 1978
- (ar) Le concept de la Liberté,  éd. Centre Culturel Arabe, Casablanca, 1981
- (ar) Le concept de l'État, éd. Centre Culturel Arabe, Casablanca, 1981
- Islam et modernité, éd. La Découverte, Paris, 1987[9]
- (ar) Le concept de l'Histoire, éd. Centre Culturel Arabe, Casablanca, 1992
- Esquisses historiques, éd. Centre Culturel Arabe, Casablanca, 1992
- Islamisme, Modernisme, Libéralisme : Esquisses Critiques, éd. Centre Culturel Arabe, Casablanca, 1998
- L’Exil, éd. Sindbad-Actes Sud, Paris, 1998 (roman)
- Philosophie et Histoire, éd.Centre Culturel du Livre , Casablanca, 2017
- Islam et Histoire : essai d’épistémologie, éd. Albin Michel, Paris, 1999 ; réed. Flammarion, Paris, 2001[10]
- Le Maroc et Hassan II : Un témoignage, éd. Presses Inter Universitaires, Québec, 2005
- Les Carnets d'Idriss, éd. Centre culturel Arabe, Paris, 2007 (roman)
- (ar) Tradition et réforme, éd. Centre Culturel Arabe, Casablanca, 1992
- Le nationalisme marocain, éd. Centre Culturel du Livre, Casablanca, 2016
- (ar) Istibanah, éd. Centre Culturel du Livre, Casablanca, 2016[11]